# 송해기념관
송해기념관은 대한민국의 대구광역시 달성군에 위치한 관광 랜드마크로 대한민국의 금관문화훈장(1등급 문화훈장) 수훈자 송해를 모티브로 해서 만들었다.

## 상세
송해와 김문오 달성군수가 준공 기념식에 참석했다.
2016년, 개관한 송해공원이 연간 60여 만 명의 관광객이 찾아오는 등 인기를 끌면서 2021년 그 옆에 개관하게 되었다.
연면적 711㎡, 부지면적 720㎡에 지상 3층 규모로 건립되었으며, 체험실, 하늘정원, 송해카페 등을 다양한 시설을 갖추고 있다.
전시관에서는 송해의 95년 인생을 깊이 있게 조망할 수 있다. 송해가 달성군과 인연을 맺게 된 계기와, 전국노래자랑 진행 경험과 송 방송 경력 등 송해가 살아온 인생이 펼쳐져 있다. 박물관 내 위치한 선비체험관에선 여러 체험들도 즐길 수 있다.

## 시설
1층에는 송해와 관련된 기념품을 판매하는 기념품 전시판매장과 주차장, 수유실, 장애인 화장실 같은 여러 편의시설들이 위치해 있다.
2층에는 송해와 관련된 시설들이 위치한 박물관의 핵심 장소. 전시실 내에는 송해 선생이 기증한 약 400점의 유물이 전시되어 있으며, 그 중에는 전국노래자랑 관련 스케줄 메모 기록과 전국노래자랑을 거쳐서 데뷔한 트로트 가수들의 영상을 볼 수 있다.
3층에는 다양한 체험활동을 운영하고 있다. 요일에 따라 가능한 체험이 있고 불가능한 체험이 있다.
단체 사전예약 프로그램만을 운영한다. 반려식물, 달성 무드등 같은 물건이나 꽃떡, 달토끼 쌀강정 만들기 같은 음식 체험도 즐길 수 있다.
하늘정원, 송해카페가 위치해 있으며 송해밥상 음식체험관에서 송해밥상 만들기 체험을 할 수 있다.

### 체험관
송해기념관에서 체험할 수 있는 활동이다. 체험비는 1인 기준 5000~15000원 사이이며, 오전 10시~ 오후 5시까지 운영되는 편이다. 요일에 따라 가능한 체험이 있고 불가능한 체험이 있다.

### 뚝딱뚝딱방
- 마패 만들기 - 체험비 5000원 / (상시체험가능)
- 노리개 만들기 - 체험비 5000원 / (상시체험가능)
- 전통캐릭터 만들기 - 체험비 5000원 / (상시체험가능)
- 반려식물 만들기 - 체험비 7000원 / (상시체험가능)
- 전통한복체험 - 체험비 5000원 / (평일에만) (미취학아동 별도 문의)
- 꽃송이 사진액자 만들기 - 체험비 10000원 / (화~토에만 운영)

### 인의예지관
단체 사전예약 프로그램만을 운영한다.
- 반려식물 만들기 - 체험비 7000원 / (상시체험가능)
- 전통한복체험 - 체험비 5000원 / (평일에만) (미취학아동 별도 문의)
- 달성 무드등 만들기 - 체험비 8000원 / (평일에만)
- 꽃떡 만들기 - 체험비 8000원 / (평일에만)
- 달토끼 쌀강정 만들기 - 체험비 7000원 / (평일에만)
- 송해밥상 만들기 - 체험비 15000원 / (점심시간 한시 운영)

### 카페테라스
- 하늘정원
- 송해카페

### 송해밥상 음식체험관
- 꽃떡만들기 체험 - 체험비 8000원 / 단체예약필요
- 달토끼 쌀강정 만들기 - 체험비 7000원 (평일에만)
- 바리스타 체험 - 체험비 5000원 (평일에만)
- 송해밥상 만들기 - 체험비 15000원 / (점심시간 한시 운영)

## 안내
중부내륙고속도로지선 → 화원옥포 IC → IC 통과 후 직진 3.5km → 옥포로 56길 우회전 후 50m이동 → 송해기념관 도착

## 같이 보기
- 김문오
- 송해